# Bioritmo

Grafico dei bioritmi nell'arco di 66 giorni: fisico (rosso), emotivo (blu), intellettuale (verde)

Un bioritmo (dal greco βίος - bios, vita e ῥυθμός - rhutmos, ritmo) è un tentativo di predire vari aspetti della vita di una persona attraverso una semplificazione matematica. La maggior parte degli scienziati crede che quest'idea non abbia un'efficacia maggiore del caso e considera la teoria pseudoscientifica.

## Concetto
Secondo i sostenitori dell'esistenza dei bioritmi, la vita di una persona è influenzata da cicli biologici ritmici che influenzerebbero le abilità personali in vari aspetti, come quello mentale, fisico ed emotivo. Questi cicli iniziano alla nascita ed oscillano in modo costante (onde sinusoidali) nel corso della vita, così da semplificare con un modello matematico il livello delle abilità di una persona in questi ambiti, giorno per giorno. Il comportamento sinusoidale sarebbe derivato da aspetti ormonali e biochimici, con le loro attività di biofeedback corrispondenti alle concentrazioni chimiche.
La maggior parte dei modelli di bioritmo usa tre cicli: uno fisico di 23 giorni, uno emotivo di 28 ed uno intellettuale di 33. Sebbene il ciclo di 28 giorni sia della stessa lunghezza del ciclo mestruale medio delle donne, e sia stato in origine definito come ciclo “femminile” (vedi in seguito), i due non sono necessariamente sincronizzati. Ognuno di questi cicli varia tra estremi alti e bassi, in modo sinusoidale, con giorni in cui il ciclo incrocia la linea dello zero, descritti come “giorni critici” a maggior rischio di incertezza.
In aggiunta a questi tre cicli, sono stati proposti vari altri cicli, basati sulla combinazione lineare dei tre, o su cicli più lunghi o più corti.

## Calcolo
Le equazioni di calcolo dei cicli sono:
- fisico: {\displaystyle \sin(2\pi t/23)},
- emotivo: {\displaystyle \sin(2\pi t/28)},
- intellettuale: {\displaystyle \sin(2\pi t/33)},

dove {\displaystyle t} indica il numero di giorni dalla nascita.
Si può osservare che i cicli di 23 e 28 giorni hanno un periodismo di 644 giorni (od ogni anno e ¾), mentre i cicli di 23, 28 e 33 giorni hanno un periodismo di 21.252 giorni (o circa 58 anni).

## Storia
Il concetto di ciclicità periodica del destino umano ha origini antiche. Lo si può ritrovare nell'astrologia della nascita e in credenze popolari sui "giorni fortunati". I ritmi di 23 e 28 giorni usati in bioritmica sono stati individuati nel tardo XIX secolo da Wilhelm Fliess, un medico berlinese e paziente di Sigmund Freud. Fliess credeva nella regolarità di 23 e 28 giorni osservata in molti fenomeni, comprese la nascita e la morte. Elaborò questi cicli definendo quello di 23 giorni "maschile" e quello di 28 "femminile", in concordanza con il ciclo mestruale.
Nel 1904 il professore di psicologia Hermann Swoboda disse di aver scoperto indipendentemente gli stessi cicli. Più tardi, Alfred Teltscher, professore di ingegneria all'Università di Innsbruck, arrivò alla conclusione che le giornate positive e negative dei suoi studenti osservassero uno schema ritmico di 33 giorni. Teltscher credeva che l'abilità umana dell'apprendere e la vigilanza si alternassero con un periodo di 33 giorni. Uno dei primi ricercatori accademici sui bioritmi fu anche l'estone Nikolai Pärna, che pubblicò un libro in tedesco chiamato Ritmi, vita e creazione, nel 1923.
La pratica di consultare i bioritmi diventò popolare negli anni settanta grazie ad una serie di libri di Bernard Gittelson, tra cui Bioritmi - Una scienza personale, Grafici dei bioritmi di gente famosa ed infame, e La previsione dei bioritmi nello sport. La società di Gittelson, Biorithm Computers Inc., basò la sua attività commerciale nella vendita di grafici di bioritmi e calcolatori dedicati, ma la possibilità di predire eventi sportivi non fu confermata.
I grafici per i bioritmi per l'uso personale furono popolari negli Stati Uniti fino agli anni '70; molti luoghi (come le sale da gioco) possedevano apparecchi che potevano produrre grafici di questo tipo attraverso l'inserimento della data di nascita. I grafici di bioritmi si ritrovavano spesso anche sui quotidiani, di solito abbinati agli oroscopi. I programmi per i bioritmi erano anche comuni nei PC, e verso la fine degli anni '70 furono messi in vendita anche calcolatori di bioritmi portatili (Kosmos 1 e il Biolator della Casio). Sebbene i bioritmi siano ora meno popolari, ci sono numerosi siti in internet che offrono gratuitamente grafici di bioritmi. Inoltre, ci sono programmi che offrono analisi bioritmiche avanzate.